# Наманганский район
Наманганский район (тума́н; узб. Namangan tumani / Наманган тумани) — район в Наманганской области Узбекистана. Административный центр — городской посёлок Ташбулак.

## История
Наманганский район был образован в 1926 году. В 1938 году вошёл в состав Ферганской области. В 1941 году отошёл к Наманганской области. 14 декабря 1959 года к Наманганскому району была присоединена часть территории упразднённого Задарьинского района. В 1960 году передан в Андижанскую область. В 1967 году возвращён в Наманганскую область.

## Административно-территориальное деление
По состоянию на 1 января 2011 года, в состав района входят:
12 городских посёлков:
1. Ташбулак,
2. Муллакудинг,
3. Хужакишлак,
4. Галча,
5. Гирван,
6. Ирвадан,
7. Кумкурган,
8. Миришкор,
9. Ровустон,
10. Шишаки,
11. Шуркурган,
12. Юкори Ровустон.

12 сельских сходов граждан:
1. имени Ахунбабаева,
2. Багишамал,
3. Галча,
4. Гирван,
5. Ирвадан,
6. Кумкурган,
7. Миришкор,
8. имени И. Рахматова,
9. Тепакурган,
10. Узбекистан,
11. Ханабад,
12. Шуркишлак.